# Ley de abastecimiento
La Ley de abastecimiento fue una ley sancionada por el Congreso de la Nación Argentina el 20 de junio de 1974, que regulaba “la compraventa, permuta y locación de cosas muebles, obras y servicios” “que satisfaga —directamente o indirectamente— necesidades comunes o corrientes de la población”, así como las “penalidades para los infractores”. El 20 de diciembre de 2023, el presidente Javier Milei anunció su derogación a través de un decreto de necesidad y urgencia.

## Historia

### Antecedentes
Ya desde los inicios de la civilización se buscó el control de precios. En el siglo XVIII a. C. el Código de Hammurabi ya estableció precios y salarios máximos.
En el Imperio Romano del año 301, el Edicto de Diocleciano, también llamado Edicto sobre Precios Máximos, estableció precios máximos y la pena de muerte a quien "teniendo los bienes necesarios para alimento y uso, haya pensado después de esta disposición que deban ser retirados del mercado".
En la Francia de 1793, la Ley del máximum general, estableció precios y salarios máximos y penalizaba a quien acaparase mercadería o vendiera por sobre dichos precios.
El primer antecedente de fijación de precios máximos por una ley en Argentina es en 1920, bajo el gobierno de Hipólito Yrigoyen, cuando el Congreso sancionó la Ley de Emergencia 11.157. En efecto congeló por el plazo de 2 años los precios de los alquileres fijándolos al valor del 1 de enero de 1920. En 1922 la Corte Suprema de Justicia la Nación confirmó la constitucionalidad de dicha ley.
Sin embargo el presidente de la Corte, el Juez Antonio Bermejo, en minoría se expresó en estos términos:

Finalmente no sería aventurado prever que si se reconoce la facultad de los poderes públicos para fijar el alquiler, habría que reconocerles la de fijar el precio del trabajo y el de todas las cosas que son objeto de comercio entre los hombres, o, como lo expresaba esta Corte Suprema de Justicia en 1903: la vida económica de la Nación con las libertades que la fomentan, quedaría confiscada en mano de legislaturas o congresos que usurparían por ingeniosos reglamentos todos los derechos individuales, hasta caer en un socialismo de Estado en que los gobiernos serían regentes de la industria y el comercio y los árbitros del capital y de la industria privada.

El 12 de febrero de 1964, bajo la presidencia de Arturo Umberto Illia, se promulga la Ley nacional 16 454 “Ley nacional de abastecimiento”, reglamentada por el decreto 987/64. Dicha ley declara como objeto “promover el normal abastecimiento y distribución en condiciones de calidad y precio razonable, de todos los bienes y servicios económicos que afectan las condiciones de vida de la población, para la defensa del consumo y crecimiento efectivo de la producción”. Para esto se vale de varias herramientas, entre ellas:
- eliminar intermediarios facilitando el acceso de productores al mercado y promoviendo las cooperativas;
- promover la educación de los consumidores;
- la creación una red nacional de mercados centrales;
- penando con prisión de 3 a 10 años quien provoca una “elevación artificiosa de los precios o escasez de mercadería”.
- faculta al Poder Ejecutivo para disponer allanamientos de locales o establecimientos comerciales e industriales sin orden de un juez.[4]

### 2012: Yerba mate
En 2012, por falta de abastecimiento en locales de venta y precios considerados "exorbitantes" (aumentos entre un 40 y un 150 %) de yerba mate (producto principalmente de consumo interno), el Poder Ejecutivo advirtió que podría aplicar esta ley, tal como había pedido la Defensoría del Pueblo.
En 2014 se reformó la Ley de Abastecimiento, creándose un Observatorio de Precios y eliminando las penas de prisión.

## Voces a favor

### Osvaldo Bassano
El presidente de la Asociación de Defensa de Derechos de Usuarios y Consumidores (ADDUC), Osvaldo Bassano, destacó que leyes similares a las que impulsa el gobierno nacional se encuentran actualmente en vigencia en Estados Unidos, en Brasil y en toda la Comunidad Europea. “Todo el mundo controla para que la voracidad del capital no signifique una agresión al consumidor”
En declaraciones a Radio Nacional, Bassano, explicó que “una cosa es hacer una crítica abierta por la ley por afuera y otra cosa es adentrarnos en los artículos de la ley. Allí vemos que en otras partes del mundo se controla cuando hay competencias imperfectas como son el monopolio o la carterizacion”. Para el titular de ADDUC lo que “va a molestar a las empresas que se sepa el margen de utilidad pero si tenemos que hay márgenes de utilidad de un 500% que deforma el mercado tenemos que empezarlo a estudiar seriamente”. En los Estados Unidos, indicó, está vigente desde 1911 la Ley Sherman que regula los monopolios y que “se aplicó estrictamente”. Por ejemplo, “a Microsoft le aplicaron multas por más de mil millones de dólares por su actividad de competencia imperfecta” o bien como también sucedió con “Toyota que tuvo que sacar de la venta en todo el mundo neumáticos traseros por inconvenientes técnicos”.En Brasil - continuó - pasa lo mismo, hay un fiscal que establece el tema. En la Comunidad Económica Europea en su página va a encontrar que el 50% de las directivas que se dan para el cumplimiento de cada uno de los países asociados son de defensa al consumidor”, precisó.
Y agregó, allí, “Hasta establecen cuales son los vencimientos del yogur”, entonces no se puede, ante estos proyectos de ley, como están haciendo los grandes grupos económicos “Hablar de Chávez, decir que esto es Venezuela o agitar cucos”, concluyó.

### Claudio Boada
El titular de la Unión de Usuarios y Consumidores dijo: apoyó el proyecto de ley impulsado por el gobierno nacional para la defensa de los consumidores que crea nuevo sistema de resolución de conflictos. “Hay una acción sistemática de las empresas de incumplir por la falta de sanción y de procedimiento de resolución rápida de los conflictos”, afirmó en declaraciones a Radio Rivadavia.
Esta situación, señaló, lleva a que “la solución de pequeños conflictos se haga muy extensa y la mayoría de las veces los consumidores terminamos resignándonos frente al conflicto y convalidando lo sucedido” y llevando a que haya “una cultura de la queja más que del reclamo”. Sin embargo, Boada indicó: “Nosotros hace años le decimos a la gente que tenemos que tener una cultura del reclamo donde invertimos tiempo no solo en beneficios propio sino también de todo el conjunto, pero lo que pasa es que mucha veces nos dicen que no se llega a ninguna solución”

### Fernando Blanco Muiño
El presidente de la Unión de Consumidores de la Argentina, Fernando Blanco Muiño, en diálogo con Radio Provincia, explicó que “lo importante es resaltar que la ley de Abastecimiento integra un paquete de leyes, porque el Poder Ejecutivo ha enviado tres proyectos: uno, la modificación de la Ley de Abastecimiento, otro la creación de un fuero del consumidor, y el último crea un observatorio de precios”. Además, indicó que “el núcleo está en la creación del fuero del consumidor. La Ley de Abastecimiento está vigente desde hace 40 años, siempre con dudosa constitucionalidad y no ha tenido muchas aplicaciones concretas, y no nos parece que sea el nudo del debate, que sí se convirtió (en el centro de la discusión) por una cuestión de intereses sectoriales de los empresarios que pretenden evitar mayores controles”. Respecto del fuero del consumidor, puntualizó que “el Ejecutivo propone un fuero propio donde se traten temas de derecho del consumidor. Nosotros planteamos que no puede aplicarse el mismo criterio sancionatorio a las grandes empresas y a las Pymes. La norma estipula (multas) con un piso de $500 y hasta $ 10 millones, y creo que allí proponemos segmentar diferencias entre un régimen sancionatorio de grandes empresas y de Pymes”.

### Axel Kicillof
El objetivo es "regular a los capitales con poder monopólico y con capacidad de abuso sobre los consumidores y pequeñas empresas". "Podrán decir que pretende regular, controlar o perseguir a la libre empresa, pero el objetivo es absolutamente el contrario: regular a los capitales con poder monopólico y con capacidad de abuso sobre los consumidores y pequeñas empresas", enfatizó el funcionario, al exponer ante un plenario de cinco comisiones en Diputados. Según destacó, "no hay ningún Estado que venga a intervenir, a fijar precios, a avasallar". "Lo único que queremos es perseguir los abusos", señaló Axel Kicillof, y apuntó a las "campañas mediáticas" contra las propuestas del oficialismo, que dicen que "cualquier intento de defender a los consumidores es un ataque a la libre empresa".

### Augusto Costa
El secretario de Comercio aseguró que el paquete de leyes enviado por el Poder Ejecutivo al Congreso "va a generar una expansión de derechos de los consumidores" y permitirá al Estado contar con instrumentos para "limitar el capital concentrado por los abusos" que se perpetran contra los usuarios. 

## Críticas
Algunas opiniones señalan que la ley requiere orden de allanamiento de un juez sólo para hacerlo en horas y días inhábiles y para allanar "la morada o habitación del presunto responsable".